# 벨라크라이나

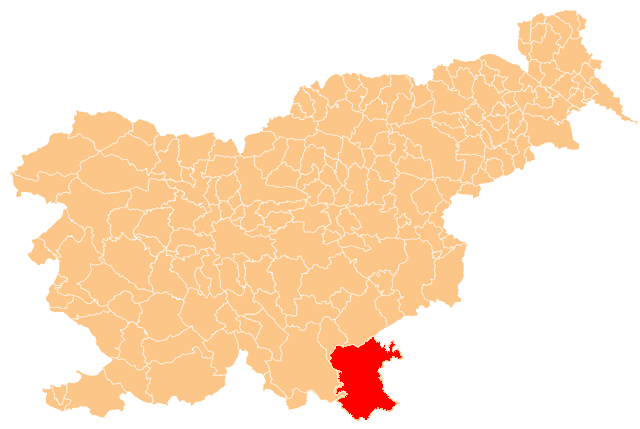
벨라크라이나 지방의 위치

벨라크라이나(슬로베니아어: Bela krajina)는 슬로베니아 남동부에 위치한 지방으로 돌렌스카 남부에 위치한다. 공식적인 행정 구역 단위는 아니며 크로아티아와 국경을 접한다.